# Histiotus montanus
Histiotus montanus — вид ссавців родини лиликових.

## Проживання, поведінка
Країна поширення: Аргентина, Болівія, Бразилія, Чилі, Колумбія, Еквадор, Перу, Уругвай. Комахоїдний. Знайдено в будинках, печерах, дуплах дерев. Колонії до 20 осіб.

## Загрози та охорона
Немає серйозних загроз для цього виду.